# Dugas (Nouveau-Brunswick)
Pour les articles homonymes, voir Dugas.
Dugas,,,,, parfois encore appelé Dugas-Office, est un village situé dans le comté de Gloucester, au nord-est de la province canadienne du Nouveau-Brunswick. Le village a le statut de DSL. Dans le cadre de la réforme de la gouvernance locale du 1er janvier 2023, le DSL a été annexé à la nouvelle ville de Rivière-du-Nord.

## Toponyme

Dugas est visible en bas à droite sur cette carte de Grande-Anse.

Dugas est vraisemblablement nommé ainsi en l'honneur de Marcel Dugas, son premier maître des postes. Le nom Dugas Office est parfois utilisé mais est obsolète et signifie justement qu'il y avait un bureau de poste.

## Géographie

### Situation
Dugas est situé à 50 kilomètres de route à l'est de Bathurst.
Le village est à cheval entre la Péninsule acadienne et les Caps ainsi qu'à l'extrémité ouest de la péninsule de Maisonnette.
Dugas est généralement considéré comme faisant partie de l'Acadie.

### Géologie
Le sous-sol de New Bandon est composé principalement de roches sédimentaires du groupe de Pictou datant du Pennsylvanien (entre 300 et 311 millions d'années).

## Histoire

### Colonisation européenne
Selon ce que rapporte Donat Robichaud, la région est visitée par des pêcheurs normands et bretons dès la fin du XIIIe siècle. Les Bretons sont en fait bien établis avant 1536. Les Basques chassent la baleine en Europe à partir du XIIe siècle ou plus tôt mais, à la suite de l'effondrement de la population de ces cétacés, commencent à les chasser au sud du Labrador au XVIe siècle, en plus de pêcher la morue. Ces pêcheurs viennent surtout du Pays basque espagnol mais ceux du Pays basque français deviennent de plus en plus nombreux. Ils sont déjà bien installés vers 1540. Contrairement à une idée répandue, ils n'ont pas chassé la baleine de plus en plus loin jusqu'à atteindre l'Amérique mais s'y sont rendus directement. Vers 1632, les pêcheurs de morue basques se déplacent dans des endroits plus reculés, dont Caraquet, Paspébiac et Shippagan, notamment pour éviter les attaques des Inuits et des pirates anglais ou danois, mais aussi à cause de la baisse de la population de baleine et de l'ouverture de la pêche au Svalbard. La pêche basque dans la région dure sans encombre jusque vers la fin du XVIIe siècle.

## Démographie
(juillet 2016).
D'après le recensement de Statistique Canada, il y avait 72 habitants en 2006, comparativement à 83 en 2001, soit une baisse de 13,3 %. Il y a 39 logements privés, dont 31 occupés par des résidents habituels. Le village a une superficie de 4,55 km2 et une densité de population de 15,8 habitants au kilomètre carré.

## Économie
Entreprise Péninsule, un organisme basé à Tracadie-Sheila faisant partie du réseau Entreprise, a la responsabilité du développement économique de la région.
La plupart des gens travaillent au village ou à proximité. L'industrie touristique crée quelques emplois sur place et il y a aussi de nombreux emplois disponibles dans le commerce, l'industrie de la pêche, la fabrication et la fonction publique à Caraquet.

## Administration

### Comité consultatif
En tant que district de services locaux, Dugas est administré directement par le Ministère des Gouvernements locaux du Nouveau-Brunswick, secondé par un comité consultatif élu composé de cinq membres dont un président.

### Commission de services régionaux
Dugas fait partie de la Région 4, une commission de services régionaux (CSR) devant commencer officiellement ses activités le 1er janvier 2013. Contrairement aux municipalités, les DSL sont représentés au conseil par un nombre de représentants proportionnel à leur population et leur assiette fiscale. Ces représentants sont élus par les présidents des DSL mais sont nommés par le gouvernement s'il n'y a pas assez de présidents en fonction. Les services obligatoirement offerts par les CSR sont l'aménagement régional, l'aménagement local dans le cas des DSL, la gestion des déchets solides, la planification des mesures d'urgence ainsi que la collaboration en matière de services de police, la planification et le partage des coûts des infrastructures régionales de sport, de loisirs et de culture; d'autres services pourraient s'ajouter à cette liste.

### Représentation
Nouveau-Brunswick: Dugas fait partie de la circonscription de Caraquet, qui est représentée à l'Assemblée législative du Nouveau-Brunswick par Hédard Albert, du Parti libéral. Il fut élu en 2003 puis réélu en 2008 et en 2010.
 Canada: Dugas fait partie de la circonscription fédérale d'Acadie-Bathurst. Cette circonscription est représentée à la Chambre des communes du Canada par Yvon Godin, du NPD. Il fut élu lors de l'élection de 1997 contre le député sortant Doug Young, en raison du mécontentement provoqué par une réforme du régime d’assurance-emploi.

## Vivre à Dugas

### Éducation
Les élèves francophones bénéficient d'écoles à Bertrand et à Caraquet. La ville de Shippagan compte le CCNB-Péninsule acadienne et un campus de l'Université de Moncton.
Les anglophones bénéficient d'une école à Janeville mais doivent poursuivre leur éducation à Bathurst de la sixième à la douzième année. Les établissements d'enseignement supérieur anglophones les plus proches sont à Fredericton ou Miramichi.
Il y a une bibliothèque publique à Caraquet. Le bibliobus du Nord fait toutefois un arrêt au village.

### Autres services publics
La population est dépendante des localités voisines, notamment Caraquet, pour la majeure partie des services. Le détachement de la Gendarmerie royale du Canada le plus proche est d'ailleurs situé à Caraquet. Cette ville dispose également d'un poste d'Ambulance Nouveau-Brunswick et de l'hôpital de l'Enfant-Jésus. Le bureau de poste le plus proche est à Grande-Anse.
La route 11 dessert le village.
Existant depuis le 20 juillet 1995, la Commission de gestion des déchets solides de la Péninsule acadienne (COGEDES) a son siège social à Caraquet. Les déchets sont transférés au centre de transbordement de Tracadie-Sheila et les matières non recyclables sont ensuite enfouies à Allardville.
Les francophones bénéficient du quotidien L'Acadie nouvelle, publié à Caraquet, ainsi que de l'hebdomadaire L'Étoile, de Dieppe. Les anglophones bénéficient quant à eux du quotidien Telegraph-Journal, publié à Saint-Jean.

## Culture
Les gens de Dugas cultivaient autrefois le foin dans la rivière du Nord, situé un peu plus au sud, où ils entretenaient des aboiteaux pour permettre cette culture. Ces aboiteaux sont toujours en place comme une partie du Village historique acadien.